# Valentin Gondouin
Pour les articles homonymes, voir Gondouin.
Valentin Gondouin (né le 4 mars 1999 à Flers), est un athlète français, spécialiste des épreuves de fond et de cross-country. 

## Carrière
Valentin Gondouin remporte la médaille de bronze sur 10 000 mètres aux Championnats d'Europe espoirs d'athlétisme 2021 à Tallinn.
Il est médaillé de bronze en cross par équipes espoirs lors des Championnats d'Europe de cross-country 2021 à Dublin.
Il est médaillé d'or en cross par équipes lors des Championnats d'Europe de cross-country 2022 à Turin.
Le 26 mars 2023 à Houilles, il est vice-champion de France sur l'épreuve du 10 km derrière Félix Bour.
Le 22 avril 2023 à Pacé, il est sacré champion de France du 10 000 mètres.

## Palmarès
| Date | Compétition                            | Lieu    | Résultat | Épreuve        | Temps          |
| ---- | -------------------------------------- | ------- | -------- | -------------- | -------------- |
| 2021 | Championnats d'Europe espoirs          | Tallinn | 8e       | 5 000 m        | 14 min 3 s 46  |
| 2021 | Championnats d'Europe espoirs          | Tallinn | 3e       | 10 000 m       | 29 min 24 s 40 |
| 2021 | Championnats d'Europe de cross-country | Dublin  | 10e      | Course espoirs | 24 min 55 s    |
| 2021 | Championnats d'Europe de cross-country | Dublin  | 3e       | Par équipes    | —              |
| 2022 | Championnats d'Europe de cross-country | Turin   | 20e      | Course seniors | 30 min 36 s    |
| 2022 | Championnats d'Europe de cross-country | Turin   | 1er      | Par équipes    | —              |
| 2024 | Championnats d'Europe de cross-country | Antalya | 12e      | Course seniors | 22 min 49 s    |
| 2024 | Championnats d'Europe de cross-country | Antalya | 4e       | Par équipes    | —              |

## Records
| Épreuve       | Épreuve   | Temps          | Lieu                  | Date            |
| ------------- | --------- | -------------- | --------------------- | --------------- |
| 5 000 mètres  | Plein air | 13 min 14 s 79 | Maisons-Laffitte      | 6 juillet 2024  |
| 10 000 mètres | Plein air | 27 min 41 s 37 | Londres               | 18 mai 2024     |
| 10 kilomètres | Plein air | 27 min 52 s    | Castellón de la Plana | 25 février 2024 |
| Semi-marathon | Plein air | 1 h 0 min 17 s | Séville               | 26 janvier 2025 |